# Cuadecuc, vampir
Cuadecuc, vampir ist ein spanischer Experimentalfilm von Pere Portabella aus dem Jahr 1971, der als eine Art alternatives Making-of des Films Nachts, wenn Dracula erwacht von Jess Franco entstand. Der Film wurde in hoch kontrastiertem, teilweise sehr körnigen Schwarzweiß gedreht und nutzt oft entsprechend der Takes des beobachteten Films gedrehte Aufnahmen, zuweilen aber auch Szenen zwischen den eigentlichen Dreharbeiten, um den kommerziellen Film und dessen Rezeption zu dekonstruieren. Die Bilder erinnern an ältere Verfilmungen des Dracula-Stoffes, wirken aber gleichzeitig entlarvend, da sie den Drehprozess zeigen.
„Cuadecuc“ ist Katalanisch und bedeutet „Wurmende“, oder (nicht benutztes) Ende einer Filmspule.